# Dettelbacher Bildstockmeister

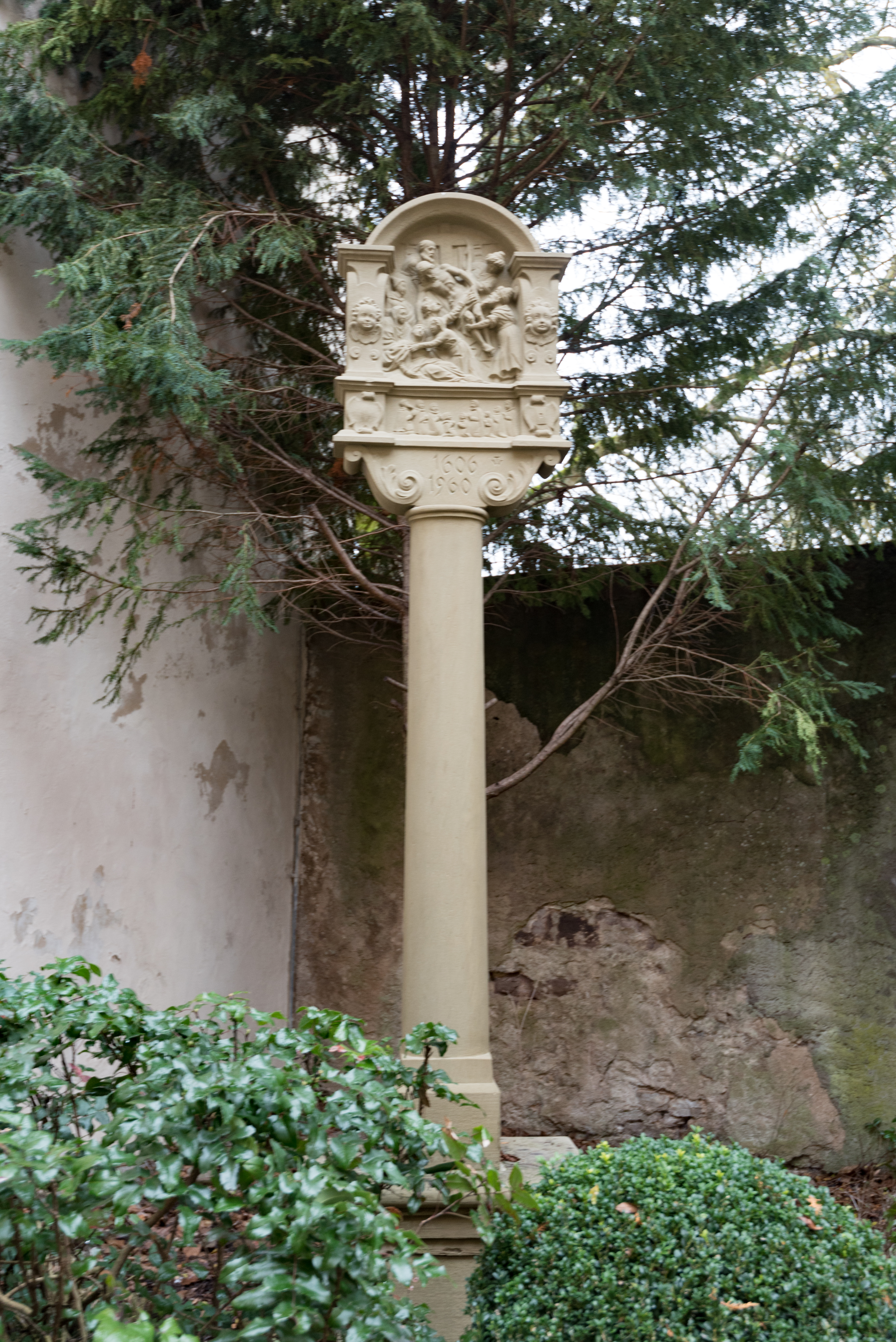
Kreuzabnahme-Bildstock von 1606 vor dem ehemaligen Kloster in Dettelbach

Dettelbacher Bildstockmeister ist der Notname für einen im 17. Jahrhundert in der Bildstocklandschaft Franken tätigen Bildhauer. Er schuf mehrere Werke in der Region um Dettelbach. In der Stadt wird auch seine Werkstatt vermutet.

## Bekannte Lebensdaten
Biografische Daten zum Dettelbacher Bildstockmeister sind kaum bekannt. Gesichert ist lediglich, dass er als Steinmetz in den Jahren zwischen 1606 und 1612 in der Region um Dettelbach tätig war. Bis heute sind lediglich Bildstöcke aus seiner Hand nachgewiesen. Er profitierte von der Gegenreformation, die unter dem Würzburger Fürstbischof Julius Echter von Mespelbrunn einen Höhepunkt erlebte. Der Diözesan förderte die Aufstellung der katholischen Kleindenkmäler. So findet sich auf mindestens einem Stock das Wappen des Fürstbischofs.
Der unbekannte Bildhauer hat kein Steinmetzzeichen hinterlassen. Seine Auftraggeber rekrutierten sich aus der wohlhabenden Handwerkerschicht am Maindreieck, bemerkenswerterweise wurden die meisten Stöcke von Metzgermeistern angefragt. Wahrscheinlich besaß der Bildstockmeister auch Schüler oder eine Werkstatt, die ebenfalls an den Arbeiten beteiligt wurden. Eventuell entstand auch eine Schule, deren Vertreter von den Werken des Bildstockmeisters inspiriert wurden. Hans Bauer vermutet, dass der Bildstockmeister diese Werkstatt in Dettelbach unterhielt.

## Stil
Vom Dettelbacher Bildstockmeister sind bisher acht Arbeiten gesichert bekannt, die alle dasselbe Muster aufweisen. Die Verlustraten bei Bildstöcken sind allerdings hoch. Der Bildstock wurde mit einer Rundsäule gearbeitet, über der sich eine Basis erhebt. Sie beinhaltet ein Wappen, Medaillon oder eine Jahreszahl, wobei Voluten die Basis links und rechts abschließen. Darüber befindet sich eine Predella in Form einer rechteckigen Querleiste mit der Darstellung der knienden Stifter. Es wird links und rechts um die Wappen der Stifter ergänzt, teilweise sind auch Haus- oder Handwerkszeichen zu finden.
Der eigentliche Aufsatz oberhalb der Predella wird von zwei Pilastern flankiert, die im Dekoration im Stil der Renaissance aufweisen. Manchmal sind Engelsköpfe zu finden, häufig wurde auch Akanthuswerk angebracht. Im Zentrum der Bildtafel findet sich ein Relief aus der Passionsgeschichte. Die Motive variieren allerdings. Abgeschlossen wird der Bildstock von einem stark profilierten Rundbogen, der eine lateinische oder deutsche Inschrift aufweist. Darüber erhebt sich noch ein lateinisches Kreuz als Bekrönung.

## Werke

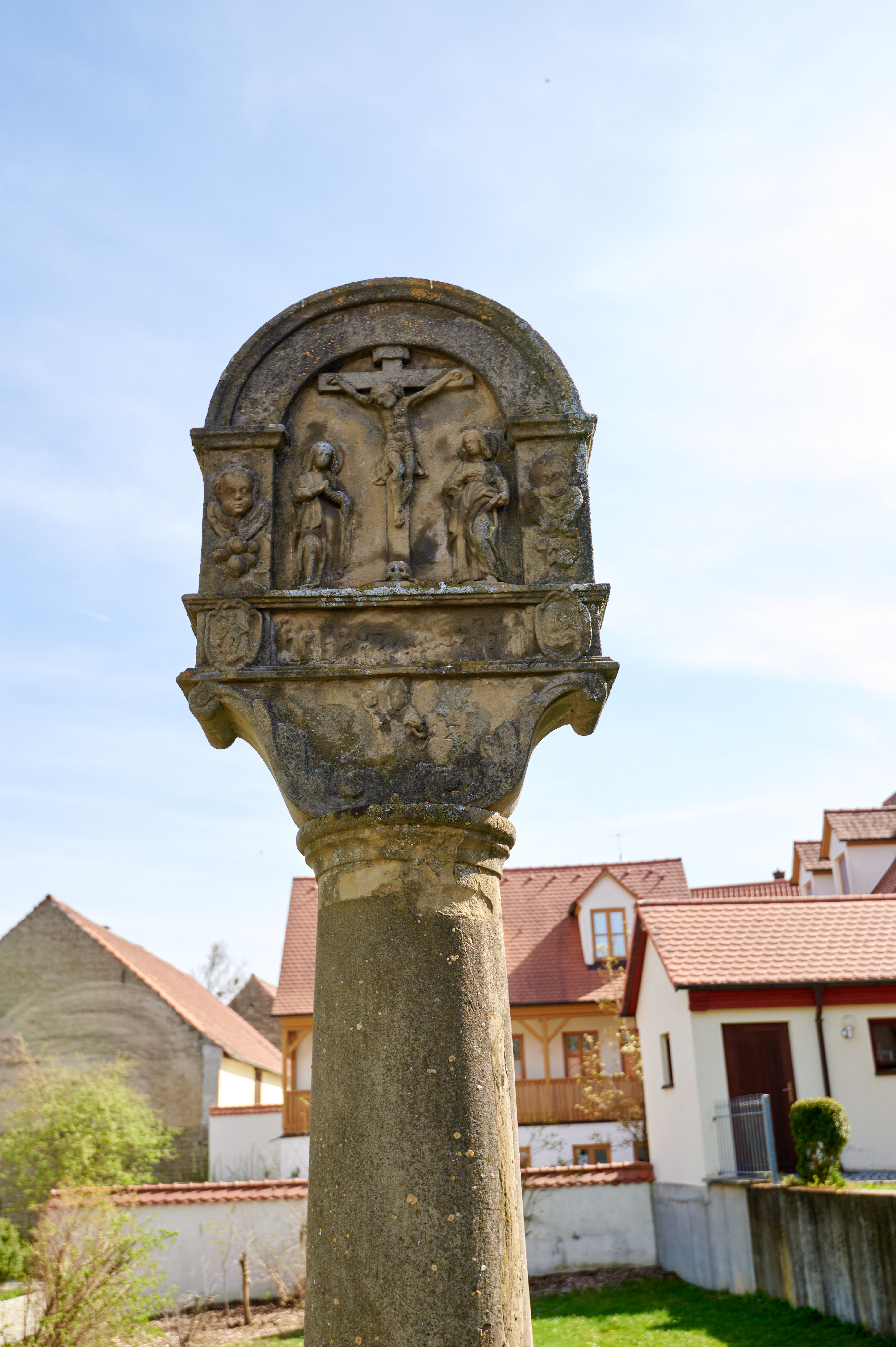
Kreuzigungsbildstock in Prichsenstadt–Laub

Der unbekannte Bildstockmeister schuf seine Werke vor allem im Gebiet um die Stadt Dettelbach im heutigen Landkreis Kitzingen. Insgesamt vier Stücke sind in der Stadt selbst oder in einem ihrer Gemeindeteile zu finden. Daneben haben sich Bildstöcke im nördlich von der Stadt gelegenen Escherndorf, in Laub und in Untereisenheim erhalten. Ein weiterer Bildstock wurde im Jahr 2015 in Mürlenbach in der Eifel identifiziert und dem Meister zugeordnet. Er gelangte wohl in der Nachkriegszeit nach dem Zweiten Weltkrieg in die Eifel. Der Stifter des „pfälzischen“ Bildstocks war im 17. Jahrhundert ein Dettelbacher Bäcker. Die meisten Werke des Bildstockmeisters werden heute als Baudenkmäler eingeordnet.
- Dettelbach, Bildstock, Kreuzabnahme, 1606, neben Pforte des Franziskanerklosters, Stifter: „Heinrich Fleischmann Bürger und Beck zu Dettelbach“
- Dettelbach, Bildstock, Pietà, 1607, Haslauer Platz hinter Friedhof, Stifter: „der erbar Florian Zürlein Burger zu Dettelbach Otilie sein ehl. Hausfrau“
- Dettelbach, Bildstock, Kreuzweg, 1608, Würzburger Straße 16, Stifter: „M B“
- Dettelbach–Brück, Bildstock, Kreuzabnahme, um 1607, derzeit in Spitalscheune Dettelbach, Stifter: „HEINERICH FLEISCHMAN BVRGER VND BECK ZV DETTELBACH“
- Eisenheim–Untereisenheim, Bildstock, Kreuzweg, 1608, Stifter: „Hanns Gertner alhier uff seines vorfahren Georg Jacobs begehren“[3]
- Mürlenbach, Bildstock, Kreuzabnahme, 1606, Stifter: „Heinrich Fleischman Bürger und Beck zu Dettelbach“
- Prichsenstadt–Laub, Bildstock, Kreuzigung, 1612, Im Kirchgarten, Stifter unklar
- Volkach–Escherndorf, Bildstock, Kreuzweg, 1606, Unterhalb der Vogelsburg, abgegangen[4]